# كروموسوم اصطناعي للخميرة

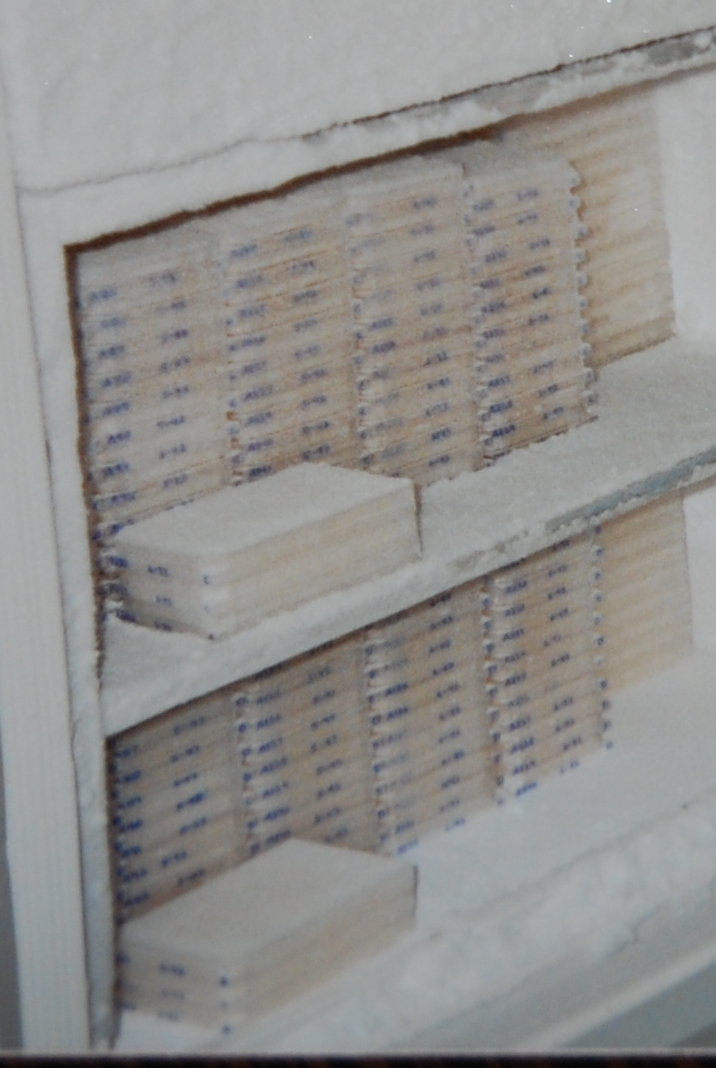
هذه هي صورة لنسختين من مكتبة YAC الجينوم البشري بجامعة واشنطن. كل واحدة من المداخن هي حوالي 12 لوحة ميكرويتر. كل لوحة بها 96 بئراً، كل بئر مع خميرة مستنسخة مختلفة.

الكروموسومات الاصطناعية للخميرة (YACs) هي كروموسومات مهندسة وراثيا مشتقة من الحمض النووي للخميرة saccharomyces cerevisiae ، والتي تلصق في البلازميد البكتيري. عن طريق إدراج أجزاء كبيرة من الحمض النووي من 100-1000 كيلوبايت، التسلسلات المدرجة يمكن نسخها وتعيينها باستخدام عملية تسمى المشي الكروموسوم (chromosome walking). هذه هي العملية التي كانت تستخدم في البداية لمشروع الجينوم البشري، ومع ذلك لأسباب تتعلق بالاستقرار الجيني،  تم التخلي عن استخدام YACs باستخدام البكتيريا الاصطناعية الكروموسومات (BAC). بدءاً من البحوث الأولية من رانكين وآخرون، Strul وآخرون، و Hsaio وآخرون، الطبيعة الهشة للكروموسوم استقرت خلال اكتشاف ضرورة  تكرار التسلسل المستقل (autonomously replicating sequence); المكرر YAC باستخدام هذه البيانات الموضحة في عام 1983 من قبل Murray et al. المكونات الرئيسية ل YAC هي ARS, السنترومير، التيلوميرات من الخميره S.cerevisiae. بالإضافة إلى ذلك، جينات معلمة (marker genes) مختارة، مثل مقاومة المضادات الحيوية (antibiotic resistance) وعلامة مرئية (visible marker)، وتستخدم لتحديد خلايا الخميرة المتحولة. في عدم وجود هذه التسلسلات، الكروموسوم لن يكون مستقرخلال النسخ خارج الخلية، ولن يمكن تمييزها عن المستعمرات دون ناقلات.

## البناء
الكروموسومات الاصطناعية للخميرة (YAC) بنيت باستخدام بلازميد DNA أولي دائري، الذي هو عادة مقْطع إلى جزيء حمض نووي خطي باستخدام إنزيمات الإقتطاع restriction enzymes; DNA ligase الذي يستخدم بعد ذلك  لربط تسلسل الحمض النووي أو الجين المراد إلى  حمض نووي خطي، وتشكيل وحدة كبيرة، قطعة دائرية من الحمض النووي. الجيل الأساسي من الكروموسومات الاصطناعية الخطية للخميرة يمكن تقسيمها إلى 6 خطوات رئيسية:
1. ربط علامة مختارة في ناقلات البلازميد: هذا يسمح لإجراء اختيار تفضيلي للمستعمرات مع أو بدون الجين ذو العلامة وهو جين مقاوم للمضادات الحيوية يسمح لناقل YAC ليصبح متضخماً ويختار لـ إشريكية قولونية (إي كولاي) عن طريق إنقاذ القدرة ل الإي كولاي المتحولة لبناء ليوسين في وجود العناصر الضرورية في بيئة النمو. الجينات TRP1 و URA3 هي مواقع استنساخ أخرى لناقلات YAC للحمض النووي الخارجي الموجود داخل جين الـ SUP4. هذا الجين يعوض عن طفرة في خلية الخميرة المضيفة التي تسبب تراكم للصبغة الحمراء. الخلايا المضيفة عادة ما تكون حمراء، وهذه التي تتحول مع YAC فقط، سوف تشكل مستعمرات عديمة اللون. الاستنساخ لجزء من الحمض النووي الخارجي في YAC يتسبب في تعطيل للجين عن طريق الإدراج، مستعيداً للون الأحمر. ولذلك فإن المستعمرات التي تحتوي على حمض نووي خارجي تكون حمراء اللون.
2. ربط  التسلسلات الكروموسومية الضروريه لاستقرار الانقسام 
3. ربط التسلسلات المكررة المستقلة (Autonomously Replicating Sequences) توفر أصل النسخة المكرره للخضوع إلى النسخ الانقسامي المتماثل الذي يسمح  بتكرار البلازميد خارج الكروموسوم، ولكن يجعل الانقسام المتساوي (الميتوسيس) للبلازميد غير مستقر للغايه، وتسهل خسارته بدون التسلسلات السنتروميريه.
4. ربط تسلسلات التيلوميريه الاصطناعية لتحويل البلازميد الدائري  إلى  قطعة حمض نووي خطي 
5. إدراج تسلسل حمض نووي بهدف التضخيم (تصل إلى 1000kb)
6. تحول مستعمرة الخميرة 

## الكروموسوم الكامل الثالث
في آذار / مارس 2014، Jef Boeke من  المركز الطبي لانجون في جامعة نيويورك، نشر أن فريقه تمكن من تصنيع كروموسوم للخميره  (فطريات الخميرة) من اصل 16 كروموسوم، وهو الكروموسوم الثالث، الذي سماه  synIII. في هذه العملية تم استخدام استبدال الجينات في الكروموسوم الاصلي بإصدارات اصطناعية والكروموسوم المنتهى من تصنيعه يتم ادراجه في خلية الخميرة.  وذلك يتطلب تصميم وإنشاء 273,871 زوج قاعدي من الحمض النووي - أقل من 316,667 زوج في الكروموسوم الاصلي.

## الاستخدامات في التكنولوجيا الحيوية
ناقلات العبارة للخميره أو مايسمى ب Yeast expression vectors, مثل YACs,  YEps,  YIps  ، YEps, لديها مايميزها عن الكروموسومات الاصطناعية البكتيرية (BACs) في أنها يمكن أن تستخدم للتعبير عن بروتينات ل حقيقية النواة  التي تتطلب التعديل بعد الترجمة. القدرة على ادراج جزء كبير من الحمض النووي، YACs يمكن استخدامها لاستنساخ وتجميع الجينوم الكامل للكائن الحي. مع إدخال YAC إلى خلايا الخميرة، الذي يمكنهم من التوالد ككروموسومات اصطناعية خطية، استنساخ المناطق المدخله من الحمض النووي في هذه العملية. مع هذا الانتهاء، هناك عمليتان يمكن استخدامها للحصول على تسلسل الجينوم، أو منطقة المستهدف:
1.الخرائط المادية
2. walking|مشي الكروموسوم نسخة محفوظة 12 يوليو 2013 على موقع واي باك مشين.  Chromosome Walking 
وهذا أمرمهم لأنه يسمح برسم خرائط تفصيلية لمناطق معينة من الجينوم. الكروموسومات البشرية قد درست كاملة، مثل كروموسوم X ،  تخليق موقع العلامات الوراثية للعديد من الاضطرابات الوراثية والصفات.

التخطيطي من pBR322 البلازميد والتي انشأت في مختبر بويرفي جامعة كاليفورنيا في سان فرانسيسكو من قبل بوليفار رودريجيز في عام 1972. وهو واحد من الناقلات الأولى والأكثر استخداما على نطاق واسع، وأساسيات YACs تم إنشاؤه من قبل موراي و Szostak في عام 1983. ذلك البلازميد يحتوي على الأمبيسلين و جينات التتراسيكلين المقاومة ومجموعة من إنزيمات الاقتطاع والتي تستهدف المواقع لإدخال أجزاء الحمض النووي.

## مشروع الجينوم البشري
YACs  أقل استقرارا بشكل ملحوظ من BACs, إنتاج «الآثار الخيالية  chimeric effects»: المصنعات حيث تسلسل الحمض النووي المستنسخ يتطابق مع مناطق متعددة من الجينوم. الكيمرة قد يكون إما بسبب مشاركه-ربط ل قطع متعددة  من الجينوم إلى واحد YAC ، أو إعادة التركيب الجيني لاثنين أو أكثر من YACs الذين يتم تحويلهم في نفس خلية الخميرة المضيفة. حدوث الكميرة chimerism قد يصل إلى 50%. هناك مصنعات أخرى عبارة عن حذف أجزاء من المنطقة المستنسخة وإعادة ترتيب قطع الجينوم(مثل الانعكاس). في كل هذه الحالات، التسلسل كما هو محدد من استنساخ YAC  يختلف عن الأصلي، التسلسل الطبيعي،  يؤدي إلى  نتائج غير متناسقة وأخطاء في التفسير إذا تم الاعتماد على معلومات الاستنساخ. بسبب هذه العقبات، مشروع الجينوم البشري في نهاية المطاف تخلى عن استخدام YACs وتحول إلىالكروموسومات الاصطناعية البكترية BACs ، حيث حدوث هذه المصنعات منخفضة جدا. بالإضافة إلى عوائق الاستقرار، على وجه التحديد التكرار النسبي لحدوث الكميرة، فأنه ثبت ان YACs غير فعالة عند تخليق الحد الأدنى لتمهيد الطريق لتغطيه الجينوم البشري بأكمله. إنتاج مكتبات استنساخ يستغرق وقتا طويلا. أيضا، نظرا لطبيعة الاعتماد على تسلسل مواقع المعلمة (STS) كنقطة مرجعية عند اختيار الحيوانات المستنسخة المناسبة، هناك ثغرات كبيرة تحتاج إلى إنشاء المزيد من المكتبات للتوسع. هذه هي  العوائق التي قادت المشروع إلى الاستفادة من BACs بدلا من YAC. ويرجع ذلك إلى عاملين:
1) BACs هي أسرع بكثير في التكاثرعند إنشاء مكتبات وافره من المستنسخات، وهذا أمر ضروري.
2) BACs تسمح بتغطيه أكثر كثافة مع تسلسل مواقع المعلمة STS، مما أدى إلى أكثر اكتمالا وكفاءة لمسارات الحد الأدنى التي تم إنشاؤها في السيليكو.
ومع ذلك، فمن الممكن استخدام كلا النهجين، كما عرض سابقا عند الجينوم من الديدان الخيطية، C. ايليجانس. أغلبية الجينوم تم تمهيده عن طريق BACs ، وسد الثغرات في YACs.